# Kostel svaté Máří Magdaleny (Bartošovice v Orlických horách)
Kostel svaté Máří Magdaleny je římskokatolický, orientovaný, filiální, bývalý farní kostel v Bartošovicích v Orlických horách. Patří do farnosti Neratov. Je chráněn jako kulturní památka České republiky.

## Historie
První dřevěný kostel v Bartošovicích existoval před rokem 1548, kdy je ve zprávě Matěje ze Šonova, komorníka od úřadu zemských desek, uváděn kostel vypálený do gruntu. Další dřevěný kostel je uváděn roku 1575 při prodeji části panství Mikuláši z Bubna, kamenný kostel byl postaven roku 1673 a ze jeho donátora je označován František Adam z Bubna a Litic, majitel žamberského zboží, kam patřily i Bartošovice. Současná podoba stavby je z let 1731–1746. Hranolová stavba hřbitovní brány krytá šindelem pochází z roku 1740, pozdně barokní kalvárie z roku 1793 je patrně dílem žamberského řezbáře a sochaře Alexia Czyliaka. Kostel je obehnán zdí s hřbitovem, vstup je bránou s letopočtem 1673 na ostění a s cibulovitou střechou. Nad vstupem do kostela lze rozeznat letopočet 1731 a nad ním je znak vrchnosti, Bubnů z Litic. Věž byla poškozena v roce 1793 bleskem, při opravě byla snížena a dostala barokní báň. Při dalším zásahu bleskem v roce 1906 se podařilo zachránit velkou část vnitřní výbavy, ohni odolala i klenba presbytáře a díky tomu i hlavní oltář s obrazem Máří Magdalény. V roce 1907 byl kostel po opravě znovu vysvěcen, cibulovité střechy věží byly nahrazeny jehlancovitými.

## Architektura
Obdélníková stavba s polygonálním presbytářem na východní straně a hranolovou věží na západní straně. Presbytář má strop ve formě valené klenby, loď je plochostropá. Boční stěny jsou členěny třemi půlkruhovými okny. Nad presbytářem je malá věž. Ze severní strany je ke kostelu přistavěna sakristie, z jihu márnice a oratoř.

## Interiér
Oltářní obraz patronky kostela je patrně dílem některého z učedníků Petra Brandla, sochy sv. Víta a Jeronýma a boční oltáře jsou z doby výstavby současného kostela. Raně rokoková kazatelna je z roku 1766.

## Varhany
Varhany z roku 1907 jsou dílem pražského varhanáře Josefa Hubičky a byly opraveny roku 1926.

## Bohoslužby
Bohoslužby se konají v neděli v 11.30.

## Galerie

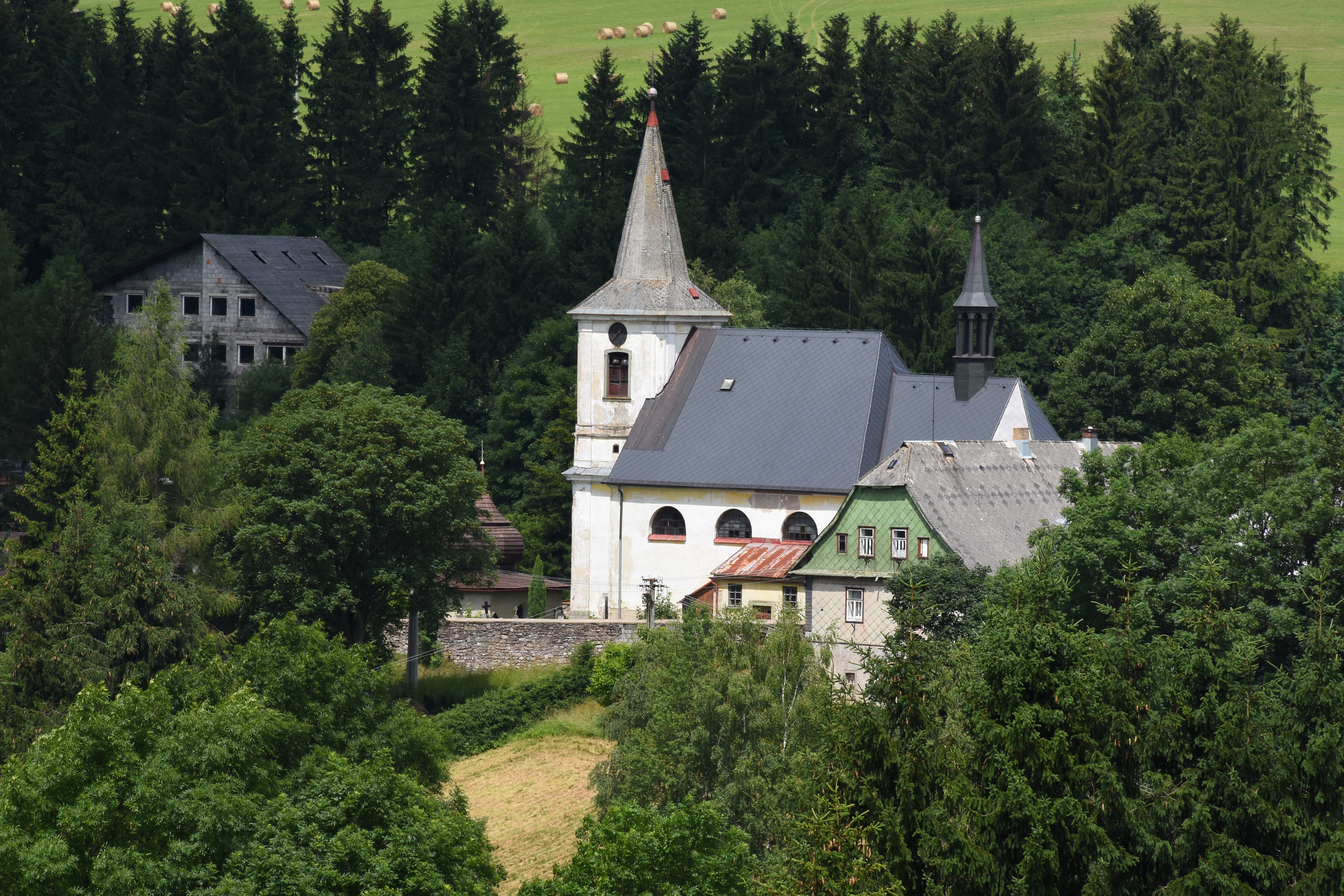